# فرد كيركهام
فرد كيركهام (بالإنجليزية: Fred Kirkham)‏ هو مجدف وقاضي أسترالي، ولد في 5 أبريل 1937 في Leichhardt, New South Wales ‏ في أستراليا، وتوفي في 25 أكتوبر 2007 في Pretty Beach, New South Wales ‏ في أستراليا.

## وصلات خارجية
- فرد كيركهام على موقع الاتحاد الدولي للتجديف (الإنجليزية)
- فرد كيركهام على موقع أوليمبيديا (الإنجليزية)